# 布拉德·戴维斯
布拉德利·欧内斯特·戴维斯（英語：Bradley Ernest Davis，1955年12月17日—），美国NBA联盟前职业篮球运动员。他在1977年的NBA选秀中第1轮第15顺位被洛杉矶湖人选中。